# Finwë e Míriel
Finwë (Quenya: ˈfinwɛ) e Míriel (Quenya: ˈmiːriɛl) são personagens fictícios do legendarium de J. R. R. Tolkien. Finwë é o primeiro Rei dos Noldor, liderando seu povo na jornada da Terra Média para Valinor, no reino abençoado de Aman. Sua primeira esposa, Míriel, é única entre os Elfos imortais por morrer ao dar à luz seu único filho, Fëanor, criador dos Silmarils; seu espírito passa a servir a rainha divina Vala Vairë. Finwë é a primeira pessoa assassinada em Valinor, morto pelo Senhor das Trevas Morgoth, que deseja roubar os Silmarils. Esse evento desencadeia a Fuga dos Noldor de Valinor de volta para Beleriand, na Terra Média, com consequências desastrosas.
Tolkien destacou a importância da história de Finwë e Míriel em seu legendarium, afirmando que, se Finwë tivesse feito escolhas diferentes, toda a história da Terra Média teria sido mais favorável. Ele considerou a decisão de Míriel de abandonar a vida como desastrosa, associando-a à Queda do Homem bíblica. Estudiosos debatem se Finwë e Míriel são responsáveis pela história trágica subsequente dos Elfos na Terra Média. Observam que Míriel era extremamente habilidosa no artesanato, transmitindo essa habilidade a Fëanor, cujo outro nome, Curufinwë, significa "Finwë Habilidoso" em Quenya, uma das línguas criadas por Tolkien. Comentam também sobre as consequências duradouras da morte de Míriel, refletidas nas ações descontroladas e divisivas de Fëanor.

## História fictícia

### Na Terra Média

Arda na Primeira Era. Os Elfos despertam na Terra Média (direita). Elwë, Finwë e Ingwë incentivam seus povos a atenderem ao chamado dos Valar e viajarem para Valinor (setas verdes à esquerda), mas alguns recusam, causando a primeira Cisão dos Elfos. O assassinato de Finwë por Melkor leva à Fuga dos Noldor (setas vermelhas à direita) de volta à Terra Média.

Entre os Elfos que despertaram em Cuiviénen, uma baía no Mar de Helcar, a leste da Terra Média, os Noldor são os "Elfos Profundos", sempre interessados em conhecimento, habilidade e compreensão; seu líder é Finwë. Os divinos Valar convidam os Elfos a viverem com eles no reino abençoado de Valinor. Hesitantes, os Elfos recebem a visita do Vala Oromë, que escolhe três líderes — Elwë, Finwë e Ingwë — para conhecerem Valinor. Encantados com o que veem, os três embaixadores retornam e convidam seus povos para a jornada. Os Elfos Claros de Ingwë vão e permanecem; os Elfos Profundos de Finwë vão, mas muitos retornam à Terra Média; os Elfos de Elwë se dividem, e muitos não completam a viagem. Os embaixadores tornam-se reis de seus povos.

### Em Valinor

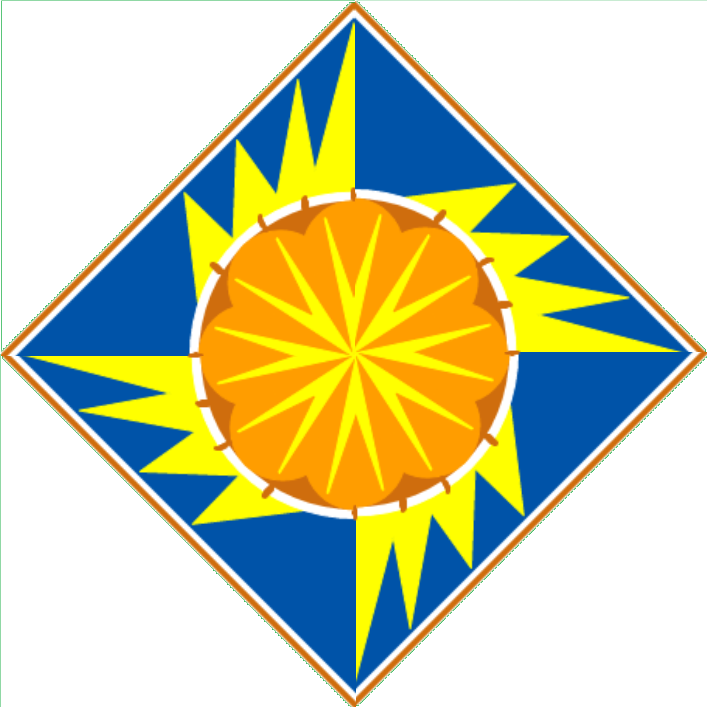
Losango de Finwë, Rei dos Noldor, com dezesseis pontas tocando a borda, indicando sua posição na en

Finwë casa-se com Míriel, a mais habilidosa dos Noldor em bordado e tecelagem. Míriel dá à luz seu único filho, Curufinwë, comumente chamado Fëanor, que herda sua habilidade, tornando-se o mais talentoso e brilhante dos Noldor, especialmente na criação de joias.
Míriel, uma elfa imortal, fica tão exausta pelo parto, "consumida em espírito e corpo" pela energia criativa ardente de Fëanor, que voluntariamente abandona seu espírito. Ela se torna o primeiro ser senciente em Aman a experimentar a morte. Isso deixa Finwë sozinho, algo inédito, e ele decide se casar novamente. Sua segunda esposa é Indis, dos Vanyar, os Elfos Claros de Ingwë. Ela lhe dá dois filhos, Fingolfin e Finarfin, e duas filhas, Findis e Lalwen, cujos nomes ecoam o dele.
Fëanor passa a ressentir os outros filhos de Finwë, seus meio-irmãos, gerando constante conflito. Ele cria os Silmarils, três joias estelares que contêm parte da luz das Duas Árvores de Valinor.
Durante a tentativa do Senhor do Escuro Melkor de corromper os Noldor, Finwë tenta moderar seu povo e guiá-lo de volta aos Valar. Quando Fëanor é exilado da cidade élfica de Tirion após ameaçar Fingolfin, Finwë o acompanha à fortaleza norte de Formenos. Lá, ele é o primeiro a ser assassinado em Valinor, morto por Melkor, que busca os Silmarils, às portas de Formenos. Isso leva diretamente à Fuga dos Noldor, a rebelião desastrosa dos Noldor contra os Valar, que resulta no Primeiro Fratricídio, quando Elfos matam outros Elfos.

### Nos Salões de Mandos
Após suas mortes, Finwë e Míriel se encontram novamente nos Salões de Mandos, onde as almas dos Elfos mortos em Aman vão. Os Valar permitiram que Finwë se casasse novamente, já que Míriel afirmou que nunca mais viveria em um corpo; eles não queriam que um Elfo tivesse duas esposas vivas. Como aos Elfos mortos em batalha, os Valar oferecem a Finwë a chance de viver novamente; ele opta por ceder essa chance a Míriel. Míriel, sentindo que não há mais lugar para ela entre os Noldor, já que Finwë se casou novamente, recusa a oferta. Ela escolhe se tornar assistente eterna de Vairë, a tecelã dos Valar, ajudando a tecer as tapeçarias do tempo pelo restante da existência do mundo.

## Análise

### Poder criativo
Megan Fontenot, escrevendo na revista Reactor [en], observa que, quando Míriel declara que não terá mais filhos após o esforço de dar à luz Fëanor, Finwë fica deprimido, mas consegue que o Vala Manwë atenda ao desejo de Míriel, permitindo que ela vá ao jardim de Lórien, no sul de Aman, reino do Vala Irmo, mestre dos sonhos. Lá, ela adormece e seu espírito parte para os Salões de Mandos. Finwë a visita e a chama por seus nomes, mas ela não retorna. Fontenot comenta que os rascunhos de Tolkien sobre a história de Míriel são complexos. Um deles destaca que seu bordado é tão fino que uma única peça valeria mais que um reino; Tolkien compara seu poder criativo ao da Vala Yavanna, que ama todas as árvores e plantas da terra. Para Fontenot, a criatividade de Míriel "celebra e amplifica a beleza já presente no mundo ao seu redor. Sua arte não acumula luz e beleza". Além disso, Fontenot destaca que Yavanna criou as Duas Árvores de Valinor, enquanto Míriel gerou Fëanor, que criou os Silmarils, que capturaram parte da luz das Duas Árvores.

### Escolhas cruciais
Alguns rascunhos de Tolkien descrevem semelhanças de caráter entre Fëanor e Míriel. Tolkien os chama de determinados, raramente mudando de ideia após decidirem algo. Em outro rascunho, ele adiciona que Míriel era "orgulhosa e obstinada"; a menção ao orgulho ecoa diretamente o juramento fatídico de Fëanor.
Tolkien reescreveu a história de Finwë e Míriel várias vezes, pois ela assumiu "uma importância extraordinária em [seu] trabalho posterior em O Silmarillion". O Silmarillion, preparado por Christopher Tolkien a partir dos escritos inéditos de seu pai, menciona brevemente a história de Finwë e Míriel; Tolkien pode ter pretendido incorporar uma versão mais completa. Em suas obras, os Elfos são imortais, suas almas indo para os Salões de Mandos após a morte, e o casamento é eterno. Tolkien observou que, se Finwë tivesse escolhido de forma diferente, toda a história da Terra Média teria sido mais positiva, tornando sua escolha um evento pivotal na mitologia; isso mostra a importância que ele atribuía a relacionamentos inquebráveis.

### Habilidade de mãe e filho
A estudiosa de Tolkien Verlyn Flieger [en] comenta que a morte de Míriel tem consequências profundas por meio da "natureza descontrolada" de seu filho Fëanor. Ela observa que seu nome usual significa "Espírito de Fogo", e que não é seu nome verdadeiro, que é Curufinwë (Quenya: Curu, "Habilidade", e o nome de seu pai); em sua visão, o uso de um epíteto implica forte ênfase em seu elemento de fogo. A primeira coisa que seu fogo consome é o corpo de Míriel; O Silmarillion diz que ela é "consumida em espírito e corpo". A poeta e ensaísta Melanie Rawls escreve que a natureza consumidora de Fëanor, sempre absorvendo coisas, é "um traço feminino negativo", sugerindo uma desarmonia de gêneros. Flieger afirma que o fogo de Fëanor então impulsiona sua criatividade, criando as belas letras do alfabeto feanoriano e joias, incluindo, de forma fatídica, os Silmarils. Ela destaca que Tolkien, escolhendo suas palavras cuidadosamente, chama Fëanor de duas coisas. Primeiro, usa a palavra "sutil", que, pela etimologia do latim sub-tela, "sob a urdidura (de uma tecelagem)", refere-se às linhas transversais da trama que vão contra a fibra, uma parte perigosa do tecido da vida. Segundo, aplica a palavra "habilidoso", que, pela etimologia do indo-europeu skel-, "cortar", como os Noldor em geral, tende a causar divisão entre os Elfos. Suas escolhas e os Silmarils levam a divisão e guerra, ao Fratricídio de Elfo por Elfo, ao roubo dos navios dos Elfos Teleri em Aman e a mais desastres em Beleriand.
| Termos de Tolkien | Etimologia                                            | Implicações                                 |
| ----------------- | ----------------------------------------------------- | ------------------------------------------- |
| "sutil"           | Latim: sub-tela, "sob a urdume [en]" de uma tecelagem | Uma pessoa que vai contra a fibra, perigosa |
| "habilidoso"      | Indo-europeu skel-, "cortar"                          | Uma pessoa divisiva, que causa conflito     |

Tanto Matthew Dickerson [en] em A Enciclopédia de J. R. R. Tolkien [en] quanto Elizabeth Solopova [en] em Um companheiro para J. R. R. Tolkien [en] destacam que O Silmarillion enfatiza a habilidade de Míriel, nomeando-a em versões iniciais como Byrde, depois Serindë, "a bordadeira"; ela transmite sua "habilidade excepcional" no artesanato a seu único filho. Solopova sugere uma possível conexão com o estudo de Tolkien da palavra inglês médio burde, que convencionalmente significa "dama, donzela"; ele propôs que derivava do inglês antigo borde, "bordado", e apontou que na poesia em nórdico antigo e inglês antigo, termos comuns para "mulher" incluíam "tecedora" e "bordadeira".

### "Um caso estranho"
Tolkien menciona em uma carta "um caso estranho de uma Elfa (Míriel, mãe de Fëanor) que tentou morrer, o que teve resultados desastrosos, levando à 'Queda' dos Altos-elfos"; ele discute isso no contexto da Queda do Homem. Dickerson escreve que, embora Fëanor seja responsabilizado pelos Valar, "nem Finwë nem Míriel são isentos de culpa". Ele observa que nenhum motivo é dado em O Silmarillion para a decisão de Míriel, além da enorme quantidade de energia, "suficiente para muitos filhos", que ela colocou em Fëanor. No entanto, ele sugere que Morgoth já havia influenciado os Elfos em Cuiviénen, onde despertaram, a leste da Terra Média, semeando "as sementes do desespero"; isso pode ter contribuído para a perda de esperança de Míriel. Tolkien escreveu em Leis e Costumes entre os Eldar que "Niënna veio a Manwë e disse: 'Senhor de Aman, agora está claro que a morte de Míriel foi um mal de Arda Maculada, pois com a chegada dos Eldar a Sombra encontrou uma entrada até em Aman.'"
Fontenot observa que os rascunhos de Tolkien variam amplamente quanto ao tempo que Míriel vive após o nascimento de Fëanor, afetando se ela pode influenciar diretamente seu mau-humor. Isso, por sua vez, impacta a questão de até que ponto Finwë e Míriel podem ser responsabilizados pelas consequências das ações de Fëanor. É uma questão debatida pelos próprios Valar.

### Temas filosóficos
A estudiosa de religião Amelia Rutledge identifica o que chama de construtos paulinos (semelhantes à linguagem usada por Paulo Apóstolo na Bíblia) na redação legalista relacionada à história de Finwë e Míriel. Ela observa que Elizabeth Whittingham [en] e Douglas Kane discutem, em vez disso, a escatologia ligada à história. Whittingham considera o que chama de "alguns dos vislumbres mais interessantes de Tolkien como "subcriador" em suas histórias e ensaios sobre a natureza dos Homens mortais e Elfos imortais, explorando a questão da morte e da imortalidade levantada pela morte voluntária de Míriel. Kane discute a Segunda Profecia de Mandos, com uma ilustração de "O espírito de Míriel aparecendo perante Mandos e Manwë, e dando uma última olhada em Finwë".

## Casa de Finwë
| Míriel "bordadeira" | Míriel "bordadeira" | Míriel "bordadeira" | Míriel "bordadeira" | Míriel "bordadeira" | Míriel "bordadeira" |  |  |                               |                               |                               |                               |                               |                               |  |  |                                |                                | Finwë dos Noldor               | Finwë dos Noldor               | Finwë dos Noldor               | Finwë dos Noldor               | Finwë dos Noldor | Finwë dos Noldor |          |          |          |          |          |          |         |         |              |              |              |              |              |              |           |           |           |           |         |         |         |         |  |  |         |         |         |         |          |          |          |          |          |          |         |         |           |           |           |           |            |            |            |            |             |             |             |             |             |             | Indis dos Vanyar | Indis dos Vanyar | Indis dos Vanyar | Indis dos Vanyar | Indis dos Vanyar | Indis dos Vanyar |           |           |           |           |           |           |  |  |  |  |  |  |  |  |  |  |  |  |  |  |  |  |  |  |  |  |  |  |  |  |  |  |  |  |  |  |  |  |  |  |  |  |  |  |  |  |  |  |  |  |  |  |  |  |  |  |  |  |  |  |  |  |  |  |  |  |  |  |  |  |  |  |  |  |  |  |
| Míriel "bordadeira" | Míriel "bordadeira" | Míriel "bordadeira" | Míriel "bordadeira" | Míriel "bordadeira" | Míriel "bordadeira" |  |  |                               |                               |                               |                               |                               |                               |  |  |                                |                                | Finwë dos Noldor               | Finwë dos Noldor               | Finwë dos Noldor               | Finwë dos Noldor               | Finwë dos Noldor | Finwë dos Noldor |          |          |          |          |          |          |         |         |              |              |              |              |              |              |           |           |           |           |         |         |         |         |  |  |         |         |         |         |          |          |          |          |          |          |         |         |           |           |           |           |            |            |            |            |             |             |             |             |             |             | Indis dos Vanyar | Indis dos Vanyar | Indis dos Vanyar | Indis dos Vanyar | Indis dos Vanyar | Indis dos Vanyar |           |           |           |           |           |           |  |  |  |  |  |  |  |  |  |  |  |  |  |  |  |  |  |  |  |  |  |  |  |  |  |  |  |  |  |  |  |  |  |  |  |  |  |  |  |  |  |  |  |  |  |  |  |  |  |  |  |  |  |  |  |  |  |  |  |  |  |  |  |  |  |  |  |  |  |  |
|                     |                     |                     |                     |                     |                     |  |  |                               |                               |                               |                               |                               |                               |  |  |                                |                                |                                |                                |                                |                                |                  |                  |          |          |          |          |          |          |         |         |              |              |              |              |              |              |           |           |           |           |         |         |         |         |  |  |         |         |         |         |          |          |          |          |          |          |         |         |           |           |           |           |            |            |            |            |             |             |             |             |             |             |                  |                  |                  |                  |                  |                  |           |           |           |           |           |           |  |  |  |  |  |  |  |  |  |  |  |  |  |  |  |  |  |  |  |  |  |  |  |  |  |  |  |  |  |  |  |  |  |  |  |  |  |  |  |  |  |  |  |  |  |  |  |  |  |  |  |  |  |  |  |  |  |  |  |  |  |  |  |  |  |  |  |  |  |  |
|                     |                     |                     |                     |                     |                     |  |  |                               |                               |                               |                               |                               |                               |  |  |                                |                                |                                |                                |                                |                                |                  |                  |          |          |          |          |          |          |         |         |              |              |              |              |              |              |           |           |           |           |         |         |         |         |  |  |         |         |         |         |          |          |          |          |          |          |         |         |           |           |           |           |            |            |            |            |             |             |             |             |             |             |                  |                  |                  |                  |                  |                  |           |           |           |           |           |           |  |  |  |  |  |  |  |  |  |  |  |  |  |  |  |  |  |  |  |  |  |  |  |  |  |  |  |  |  |  |  |  |  |  |  |  |  |  |  |  |  |  |  |  |  |  |  |  |  |  |  |  |  |  |  |  |  |  |  |  |  |  |  |  |  |  |  |  |  |  |
|                     |                     |                     |                     |                     |                     |  |  | Fëanor, criador dos Silmarils | Fëanor, criador dos Silmarils | Fëanor, criador dos Silmarils | Fëanor, criador dos Silmarils | Fëanor, criador dos Silmarils | Fëanor, criador dos Silmarils |  |  |                                |                                |                                |                                |                                |                                |                  |                  | Findis § | Findis § | Findis § | Findis § | Findis § | Findis § |         |         |              |              |              |              | Fingolfin    | Fingolfin    | Fingolfin | Fingolfin | Fingolfin | Fingolfin |         |         |         |         |  |  |         |         |         |         | Lalwen § | Lalwen § | Lalwen § | Lalwen § | Lalwen § | Lalwen § |         |         |           |           |           |           |            |            |            |            | Finarfin    | Finarfin    | Finarfin    | Finarfin    | Finarfin    | Finarfin    |                  |                  |                  |                  |                  |                  |           |           |           |           |           |           |  |  |  |  |  |  |  |  |  |  |  |  |  |  |  |  |  |  |  |  |  |  |  |  |  |  |  |  |  |  |  |  |  |  |  |  |  |  |  |  |  |  |  |  |  |  |  |  |  |  |  |  |  |  |  |  |  |  |  |  |  |  |  |  |  |  |  |  |  |  |
|                     |                     |                     |                     |                     |                     |  |  | Fëanor, criador dos Silmarils | Fëanor, criador dos Silmarils | Fëanor, criador dos Silmarils | Fëanor, criador dos Silmarils | Fëanor, criador dos Silmarils | Fëanor, criador dos Silmarils |  |  |                                |                                |                                |                                |                                |                                |                  |                  | Findis § | Findis § | Findis § | Findis § | Findis § | Findis § |         |         |              |              |              |              | Fingolfin    | Fingolfin    | Fingolfin | Fingolfin | Fingolfin | Fingolfin |         |         |         |         |  |  |         |         |         |         | Lalwen § | Lalwen § | Lalwen § | Lalwen § | Lalwen § | Lalwen § |         |         |           |           |           |           |            |            |            |            | Finarfin    | Finarfin    | Finarfin    | Finarfin    | Finarfin    | Finarfin    |                  |                  |                  |                  |                  |                  |           |           |           |           |           |           |  |  |  |  |  |  |  |  |  |  |  |  |  |  |  |  |  |  |  |  |  |  |  |  |  |  |  |  |  |  |  |  |  |  |  |  |  |  |  |  |  |  |  |  |  |  |  |  |  |  |  |  |  |  |  |  |  |  |  |  |  |  |  |  |  |  |  |  |  |  |
|                     |                     |                     |                     |                     |                     |  |  |                               |                               |                               |                               |                               |                               |  |  |                                |                                |                                |                                |                                |                                |                  |                  |          |          |          |          |          |          |         |         |              |              |              |              |              |              |           |           |           |           |         |         |         |         |  |  |         |         |         |         |          |          |          |          |          |          |         |         |           |           |           |           |            |            |            |            |             |             |             |             |             |             |                  |                  |                  |                  |                  |                  |           |           |           |           |           |           |  |  |  |  |  |  |  |  |  |  |  |  |  |  |  |  |  |  |  |  |  |  |  |  |  |  |  |  |  |  |  |  |  |  |  |  |  |  |  |  |  |  |  |  |  |  |  |  |  |  |  |  |  |  |  |  |  |  |  |  |  |  |  |  |  |  |  |  |  |  |
| Maedhros            | Maedhros            | Maedhros            | Maedhros            | Maedhros            | Maedhros            |  |  | Cinco filhos                  | Cinco filhos                  | Cinco filhos                  | Cinco filhos                  | Cinco filhos                  | Cinco filhos                  |  |  | Curufin                        | Curufin                        | Curufin                        | Curufin                        | Curufin                        | Curufin                        |                  |                  | Fingon   | Fingon   | Fingon   | Fingon   | Fingon   | Fingon   |         |         | Turgon       | Turgon       | Turgon       | Turgon       | Turgon       | Turgon       |           |           | Aredhel   | Aredhel   | Aredhel | Aredhel | Aredhel | Aredhel |  |  | Argon § | Argon § | Argon § | Argon § | Argon §  | Argon §  |          |          | Finrod   | Finrod   | Finrod  | Finrod  | Finrod    | Finrod    |           |           | Angrod     | Angrod     | Angrod     | Angrod     | Angrod      | Angrod      |             |             | Aegnor      | Aegnor      | Aegnor           | Aegnor           | Aegnor           | Aegnor           |                  |                  | Galadriel | Galadriel | Galadriel | Galadriel | Galadriel | Galadriel |  |  |  |  |  |  |  |  |  |  |  |  |  |  |  |  |  |  |  |  |  |  |  |  |  |  |  |  |  |  |  |  |  |  |  |  |  |  |  |  |  |  |  |  |  |  |  |  |  |  |  |  |  |  |  |  |  |  |  |  |  |  |  |  |  |  |  |  |  |  |
| Maedhros            | Maedhros            | Maedhros            | Maedhros            | Maedhros            | Maedhros            |  |  | Cinco filhos                  | Cinco filhos                  | Cinco filhos                  | Cinco filhos                  | Cinco filhos                  | Cinco filhos                  |  |  | Curufin                        | Curufin                        | Curufin                        | Curufin                        | Curufin                        | Curufin                        |                  |                  | Fingon   | Fingon   | Fingon   | Fingon   | Fingon   | Fingon   |         |         | Turgon       | Turgon       | Turgon       | Turgon       | Turgon       | Turgon       |           |           | Aredhel   | Aredhel   | Aredhel | Aredhel | Aredhel | Aredhel |  |  | Argon § | Argon § | Argon § | Argon § | Argon §  | Argon §  |          |          | Finrod   | Finrod   | Finrod  | Finrod  | Finrod    | Finrod    |           |           | Angrod     | Angrod     | Angrod     | Angrod     | Angrod      | Angrod      |             |             | Aegnor      | Aegnor      | Aegnor           | Aegnor           | Aegnor           | Aegnor           |                  |                  | Galadriel | Galadriel | Galadriel | Galadriel | Galadriel | Galadriel |  |  |  |  |  |  |  |  |  |  |  |  |  |  |  |  |  |  |  |  |  |  |  |  |  |  |  |  |  |  |  |  |  |  |  |  |  |  |  |  |  |  |  |  |  |  |  |  |  |  |  |  |  |  |  |  |  |  |  |  |  |  |  |  |  |  |  |  |  |  |
|                     |                     |                     |                     |                     |                     |  |  |                               |                               |                               |                               |                               |                               |  |  | Celebrimbor, criador dos Anéis | Celebrimbor, criador dos Anéis | Celebrimbor, criador dos Anéis | Celebrimbor, criador dos Anéis | Celebrimbor, criador dos Anéis | Celebrimbor, criador dos Anéis |                  |                  |          |          |          |          |          |          |         |         | Tuor e Idril | Tuor e Idril | Tuor e Idril | Tuor e Idril | Tuor e Idril | Tuor e Idril |           |           | Maeglin   | Maeglin   | Maeglin | Maeglin | Maeglin | Maeglin |  |  |         |         |         |         |          |          |          |          |          |          |         |         |           |           |           |           | Orodreth ¶ | Orodreth ¶ | Orodreth ¶ | Orodreth ¶ | Orodreth ¶  | Orodreth ¶  |             |             |             |             |                  |                  |                  |                  |                  |                  |           |           |           |           |           |           |  |  |  |  |  |  |  |  |  |  |  |  |  |  |  |  |  |  |  |  |  |  |  |  |  |  |  |  |  |  |  |  |  |  |  |  |  |  |  |  |  |  |  |  |  |  |  |  |  |  |  |  |  |  |  |  |  |  |  |  |  |  |  |  |  |  |  |  |  |  |
|                     |                     |                     |                     |                     |                     |  |  |                               |                               |                               |                               |                               |                               |  |  | Celebrimbor, criador dos Anéis | Celebrimbor, criador dos Anéis | Celebrimbor, criador dos Anéis | Celebrimbor, criador dos Anéis | Celebrimbor, criador dos Anéis | Celebrimbor, criador dos Anéis |                  |                  |          |          |          |          |          |          |         |         | Tuor e Idril | Tuor e Idril | Tuor e Idril | Tuor e Idril | Tuor e Idril | Tuor e Idril |           |           | Maeglin   | Maeglin   | Maeglin | Maeglin | Maeglin | Maeglin |  |  |         |         |         |         |          |          |          |          |          |          |         |         |           |           |           |           | Orodreth ¶ | Orodreth ¶ | Orodreth ¶ | Orodreth ¶ | Orodreth ¶  | Orodreth ¶  |             |             |             |             |                  |                  |                  |                  |                  |                  |           |           |           |           |           |           |  |  |  |  |  |  |  |  |  |  |  |  |  |  |  |  |  |  |  |  |  |  |  |  |  |  |  |  |  |  |  |  |  |  |  |  |  |  |  |  |  |  |  |  |  |  |  |  |  |  |  |  |  |  |  |  |  |  |  |  |  |  |  |  |  |  |  |  |  |  |
|                     |                     |                     |                     |                     |                     |  |  |                               |                               |                               |                               |                               |                               |  |  |                                |                                |                                |                                |                                |                                |                  |                  |          |          |          |          |          |          |         |         |              |              |              |              |              |              |           |           |           |           |         |         |         |         |  |  |         |         |         |         |          |          |          |          |          |          |         |         |           |           |           |           |            |            |            |            |             |             |             |             |             |             |                  |                  |                  |                  |                  |                  |           |           |           |           |           |           |  |  |  |  |  |  |  |  |  |  |  |  |  |  |  |  |  |  |  |  |  |  |  |  |  |  |  |  |  |  |  |  |  |  |  |  |  |  |  |  |  |  |  |  |  |  |  |  |  |  |  |  |  |  |  |  |  |  |  |  |  |  |  |  |  |  |  |  |  |  |
|                     |                     |                     |                     |                     |                     |  |  |                               |                               |                               |                               |                               |                               |  |  |                                |                                |                                |                                |                                |                                |                  |                  |          |          |          |          |          |          |         |         | Eärendil     | Eärendil     | Eärendil     | Eärendil     | Eärendil     | Eärendil     |           |           |           |           |         |         |         |         |  |  |         |         |         |         |          |          |          |          |          |          |         |         | Finduilas | Finduilas | Finduilas | Finduilas | Finduilas  | Finduilas  |            |            | Gil-galad ¶ | Gil-galad ¶ | Gil-galad ¶ | Gil-galad ¶ | Gil-galad ¶ | Gil-galad ¶ |                  |                  |                  |                  |                  |                  |           |           |           |           |           |           |  |  |  |  |  |  |  |  |  |  |  |  |  |  |  |  |  |  |  |  |  |  |  |  |  |  |  |  |  |  |  |  |  |  |  |  |  |  |  |  |  |  |  |  |  |  |  |  |  |  |  |  |  |  |  |  |  |  |  |  |  |  |  |  |  |  |  |  |  |  |
|                     |                     |                     |                     |                     |                     |  |  |                               |                               |                               |                               |                               |                               |  |  |                                |                                |                                |                                |                                |                                |                  |                  |          |          |          |          |          |          |         |         | Eärendil     | Eärendil     | Eärendil     | Eärendil     | Eärendil     | Eärendil     |           |           |           |           |         |         |         |         |  |  |         |         |         |         |          |          |          |          |          |          |         |         | Finduilas | Finduilas | Finduilas | Finduilas | Finduilas  | Finduilas  |            |            | Gil-galad ¶ | Gil-galad ¶ | Gil-galad ¶ | Gil-galad ¶ | Gil-galad ¶ | Gil-galad ¶ |                  |                  |                  |                  |                  |                  |           |           |           |           |           |           |  |  |  |  |  |  |  |  |  |  |  |  |  |  |  |  |  |  |  |  |  |  |  |  |  |  |  |  |  |  |  |  |  |  |  |  |  |  |  |  |  |  |  |  |  |  |  |  |  |  |  |  |  |  |  |  |  |  |  |  |  |  |  |  |  |  |  |  |  |  |
|                     |                     |                     |                     |                     |                     |  |  |                               |                               |                               |                               |                               |                               |  |  |                                |                                |                                |                                |                                |                                |                  |                  |          |          |          |          |          |          |         |         |              |              |              |              |              |              |           |           |           |           |         |         |         |         |  |  |         |         |         |         |          |          |          |          |          |          |         |         |           |           |           |           |            |            |            |            |             |             |             |             |             |             |                  |                  |                  |                  |                  |                  |           |           |           |           |           |           |  |  |  |  |  |  |  |  |  |  |  |  |  |  |  |  |  |  |  |  |  |  |  |  |  |  |  |  |  |  |  |  |  |  |  |  |  |  |  |  |  |  |  |  |  |  |  |  |  |  |  |  |  |  |  |  |  |  |  |  |  |  |  |  |  |  |  |  |  |  |
|                     |                     |                     |                     |                     |                     |  |  |                               |                               |                               |                               |                               |                               |  |  |                                |                                |                                |                                |                                |                                |                  |                  |          |          |          |          | Elros    | Elros    | Elros   | Elros   | Elros        | Elros        |              |              | Elrond       | Elrond       | Elrond    | Elrond    | Elrond    | Elrond    |         |         |         |         |  |  |         |         |         |         |          |          |          |          |          |          |         |         |           |           |           |           |            |            |            |            |             |             |             |             |             |             |                  |                  |                  |                  |                  |                  | Celebrían | Celebrían | Celebrían | Celebrían | Celebrían | Celebrían |  |  |  |  |  |  |  |  |  |  |  |  |  |  |  |  |  |  |  |  |  |  |  |  |  |  |  |  |  |  |  |  |  |  |  |  |  |  |  |  |  |  |  |  |  |  |  |  |  |  |  |  |  |  |  |  |  |  |  |  |  |  |  |  |  |  |  |  |  |  |
|                     |                     |                     |                     |                     |                     |  |  |                               |                               |                               |                               |                               |                               |  |  |                                |                                |                                |                                |                                |                                |                  |                  |          |          |          |          | Elros    | Elros    | Elros   | Elros   | Elros        | Elros        |              |              | Elrond       | Elrond       | Elrond    | Elrond    | Elrond    | Elrond    |         |         |         |         |  |  |         |         |         |         |          |          |          |          |          |          |         |         |           |           |           |           |            |            |            |            |             |             |             |             |             |             |                  |                  |                  |                  |                  |                  | Celebrían | Celebrían | Celebrían | Celebrían | Celebrían | Celebrían |  |  |  |  |  |  |  |  |  |  |  |  |  |  |  |  |  |  |  |  |  |  |  |  |  |  |  |  |  |  |  |  |  |  |  |  |  |  |  |  |  |  |  |  |  |  |  |  |  |  |  |  |  |  |  |  |  |  |  |  |  |  |  |  |  |  |  |  |  |  |
|                     |                     |                     |                     |                     |                     |  |  |                               |                               |                               |                               |                               |                               |  |  |                                |                                |                                |                                |                                |                                |                  |                  |          |          |          |          |          |          |         |         |              |              |              |              |              |              |           |           |           |           |         |         |         |         |  |  |         |         |         |         |          |          |          |          |          |          |         |         |           |           |           |           |            |            |            |            |             |             |             |             |             |             |                  |                  |                  |                  |                  |                  |           |           |           |           |           |           |  |  |  |  |  |  |  |  |  |  |  |  |  |  |  |  |  |  |  |  |  |  |  |  |  |  |  |  |  |  |  |  |  |  |  |  |  |  |  |  |  |  |  |  |  |  |  |  |  |  |  |  |  |  |  |  |  |  |  |  |  |  |  |  |  |  |  |  |  |  |
|                     |                     |                     |                     |                     |                     |  |  |                               |                               |                               |                               |                               |                               |  |  |                                |                                |                                |                                |                                |                                |                  |                  |          |          |          |          |          |          |         |         |              |              |              |              |              |              |           |           |           |           |         |         |         |         |  |  |         |         |         |         |          |          |          |          |          |          |         |         |           |           |           |           |            |            |            |            |             |             |             |             |             |             |                  |                  |                  |                  |                  |                  |           |           |           |           |           |           |  |  |  |  |  |  |  |  |  |  |  |  |  |  |  |  |  |  |  |  |  |  |  |  |  |  |  |  |  |  |  |  |  |  |  |  |  |  |  |  |  |  |  |  |  |  |  |  |  |  |  |  |  |  |  |  |  |  |  |  |  |  |  |  |  |  |  |  |  |  |
|                     |                     |                     |                     |                     |                     |  |  |                               |                               |                               |                               |                               |                               |  |  |                                |                                |                                |                                |                                |                                |                  |                  |          |          |          |          | Aragorn  | Aragorn  | Aragorn | Aragorn | Aragorn      | Aragorn      |              |              |              |              |           |           |           |           |         |         |         |         |  |  |         |         | Arwen   | Arwen   | Arwen    | Arwen    | Arwen    | Arwen    |          |          | Elladan | Elladan | Elladan   | Elladan   | Elladan   | Elladan   |            |            | Elrohir    | Elrohir    | Elrohir     | Elrohir     | Elrohir     | Elrohir     |             |             |                  |                  |                  |                  |                  |                  |           |           |           |           |           |           |  |  |  |  |  |  |  |  |  |  |  |  |  |  |  |  |  |  |  |  |  |  |  |  |  |  |  |  |  |  |  |  |  |  |  |  |  |  |  |  |  |  |  |  |  |  |  |  |  |  |  |  |  |  |  |  |  |  |  |  |  |  |  |  |  |  |  |  |  |  |
|                     |                     |                     |                     |                     |                     |  |  |                               |                               |                               |                               |                               |                               |  |  |                                |                                |                                |                                |                                |                                |                  |                  |          |          |          |          | Aragorn  | Aragorn  | Aragorn | Aragorn | Aragorn      | Aragorn      |              |              |              |              |           |           |           |           |         |         |         |         |  |  |         |         | Arwen   | Arwen   | Arwen    | Arwen    | Arwen    | Arwen    |          |          | Elladan | Elladan | Elladan   | Elladan   | Elladan   | Elladan   |            |            | Elrohir    | Elrohir    | Elrohir     | Elrohir     | Elrohir     | Elrohir     |             |             |                  |                  |                  |                  |                  |                  |           |           |           |           |           |           |  |  |  |  |  |  |  |  |  |  |  |  |  |  |  |  |  |  |  |  |  |  |  |  |  |  |  |  |  |  |  |  |  |  |  |  |  |  |  |  |  |  |  |  |  |  |  |  |  |  |  |  |  |  |  |  |  |  |  |  |  |  |  |  |  |  |  |  |  |  |
|                     |                     |                     |                     |                     |                     |  |  |                               |                               |                               |                               |                               |                               |  |  |                                |                                |                                |                                |                                |                                |                  |                  |          |          |          |          |          |          |         |         |              |              |              |              |              |              |           |           |           |           |         |         |         |         |  |  |         |         |         |         |          |          |          |          |          |          |         |         |           |           |           |           |            |            |            |            |             |             |             |             |             |             |                  |                  |                  |                  |                  |                  |           |           |           |           |           |           |  |  |  |  |  |  |  |  |  |  |  |  |  |  |  |  |  |  |  |  |  |  |  |  |  |  |  |  |  |  |  |  |  |  |  |  |  |  |  |  |  |  |  |  |  |  |  |  |  |  |  |  |  |  |  |  |  |  |  |  |  |  |  |  |  |  |  |  |  |  |
|                     |                     |                     |                     |                     |                     |  |  |                               |                               |                               |                               |                               |                               |  |  |                                |                                |                                |                                |                                |                                |                  |                  |          |          |          |          |          |          |         |         |              |              |              |              |              |              |           |           | Eldarion  |           |         |         |         |         |  |  |         |         |         |         |          |          |          |          |          |          |         |         |           |           |           |           |            |            |            |            |             |             |             |             |             |             |                  |                  |                  |                  |                  |                  |           |           |           |           |           |           |  |  |  |  |  |  |  |  |  |  |  |  |  |  |  |  |  |  |  |  |  |  |  |  |  |  |  |  |  |  |  |  |  |  |  |  |  |  |  |  |  |  |  |  |  |  |  |  |  |  |  |  |  |  |  |  |  |  |  |  |  |  |  |  |  |  |  |  |  |  |

| Cor | Descrição                                              |
| --- | ------------------------------------------------------ |
|     | Elfos                                                  |
|     | Homens                                                 |
|     | Maiar                                                  |
|     | Meio-Elfos                                             |
|     | Meio-Elfos que escolheram o destino dos Elfos          |
|     | Meio-Elfos que escolheram o destino dos Homens mortais |

### J. R. R. Tolkien
1. ↑  (Tolkien 1977), cap. 3 "Da Chegada dos Elfos e da Captura de Melkor"
2. ↑  (Tolkien 1977), cap. 5 "De Eldamar e dos Príncipes dos Eldalië"
3. 1 2 3 4  (Tolkien 1977), cap. 6 "De Fëanor e da Libertação de Melkor"
4. 1 2  (Tolkien 1996, "The Shibboleth of Fëanor")
5. ↑  (Tolkien 1977), cap. 7 "Dos Silmarils e da Inquietação dos Noldor"
6. 1 2 3 4 5  (Tolkien 1993, pp. 205–271 "Leis e Costumes entre os Eldar")
7. 1 2  (Tolkien 1977), cap. 9 "Da Fuga dos Noldor"
8. ↑  (Tolkien 1993, pp. 209–213)
9. ↑  (Carpenter 2023, Cartas #212 para Rhona Beare, rascunho não enviado, continuação de #211 de 14 de outubro de 1958)
10. ↑  (Tolkien 1977, “Sobre os Anéis de Poder e a Terceira Era": Árvore genealógica I: “A casa de Finwë e a descendência noldorin de Elrond e Elros”)
11. ↑  (Tolkien 1977, “Sobre os Anéis de Poder e a Terceira Era": Árvore genealógica II: “Os descendentes de Olwë e Elwë”)
12. ↑  (Tolkien 1955, Apêndice A: Anais dos Reis e Governantes, I Os Reis Númenóreanos)